# Clusia hydrogera
Clusia hydrogera är en tvåhjärtbladig växtart som beskrevs av José Cuatrecasas. Clusia hydrogera ingår i släktet Clusia och familjen Clusiaceae. Inga underarter finns listade i Catalogue of Life.